# Marinefunkstelle Cutler
Die Marinefunkstelle Cutler gehörte zu den größten Längstwellensendern der Erde und diente der Übermittlung von Nachrichten zu getauchten U-Booten im Nordatlantik und der Polarregion. Die bei Cutler, Maine (USA) gelegene Anlage ging am 4. Januar 1961 in Betrieb und verfügt über zwei gleichartige Längstwellenantennensysteme, die gemeinsam oder getrennt betrieben werden können.

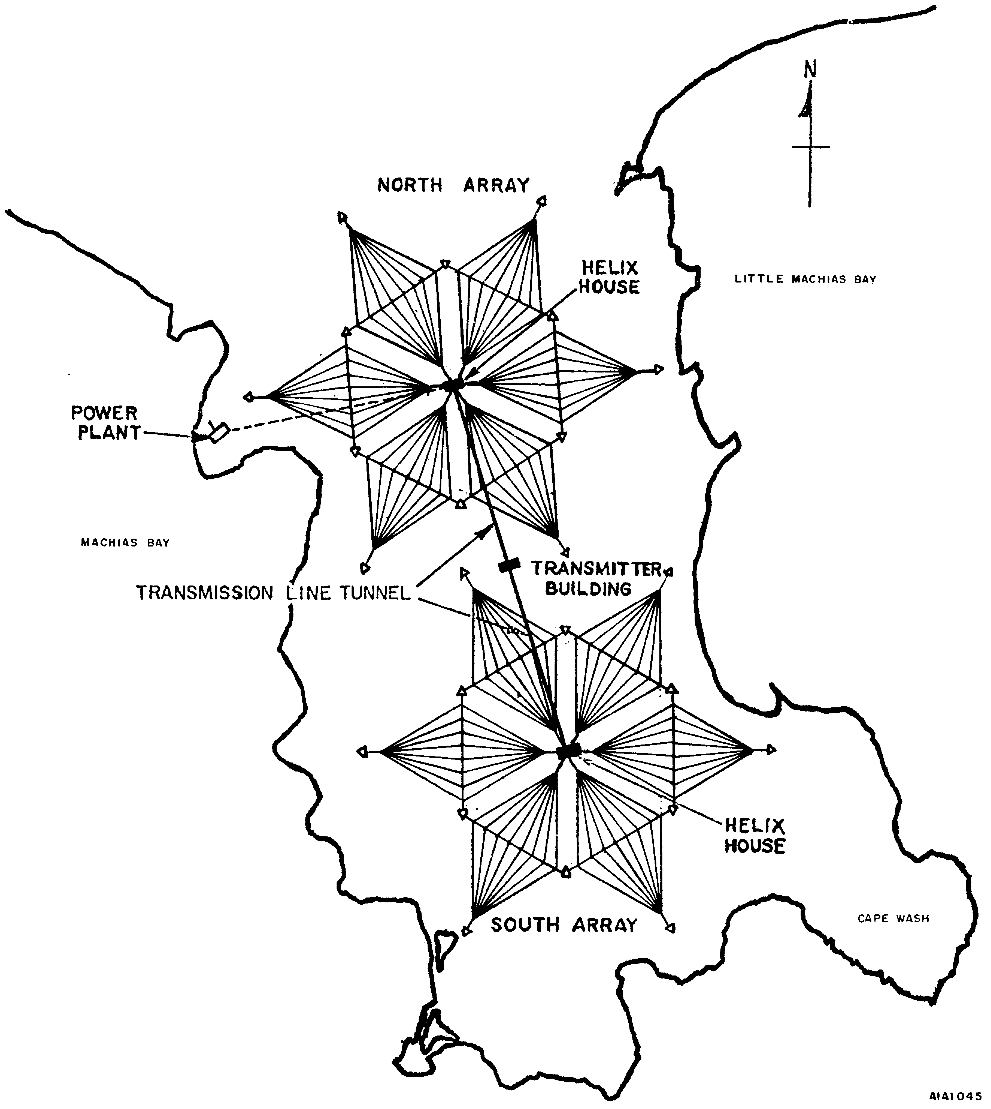
Draufsicht/Lageplan der VLF Sendeanlage Cutler

Jedes dieser Antennensysteme besteht aus einem 304 Meter hohen Zentralmast, sechs 266,7 Meter hohen Ringmasten in einem Abstand von 556 Metern und sechs 243,5 Meter hohen Ringmasten in einem Abstand von 935,7 Metern. Zwischen dem Zentralmast, zwei inneren Ringmasten und einem äußeren Ringmast ist jeweils ein rhombusförmiges Kabelnetz gespannt, dessen Speisung vertikal in der Nähe des Zentralturms erfolgt. Dadurch ergibt sich von oben eine Figur ähnlich einer sechsstrahligen Schneeflocke. Die Speiseleistung der Anlage, die ursprünglich auf 17,8 kHz und später bei 24 kHz betrieben wird, beträgt maximal 1800 kW.
Jedes der Antennensysteme kann als eine Schirmantenne verstanden werden, wobei der Schirm durch die nahezu waagerecht gespannten Kabel zu den äußeren Masten gebildet wird. Durch die Mastbefestigung kann der Schirm eine größere Spannweite haben ohne durchzuhängen oder schräg wieder zur Erde zu führen. Der Schirm bildet die Dachkapazität der Antennen und erfordert als Gegenelektrode ein umfangreiches Erdungsnetz. Die Besonderheit der Antennen ist die Nutzung der Speiseleitungen zum Schirm als Strahler, wodurch der Zentralmast geerdet sein kann. Alle Kabel und Speiseleitungen sind von Masten und Abspannungen isoliert; die Spannung gegen Erde beträgt bis zu 200 kV.
Die Antennen verfügen über ein mit Netzfrequenz betriebenes Enteisungssystem (Stromwärme) mit 3 MW thermischer Leistung. Während der Enteisung kann die jeweilige Antenne nicht benutzt werden.
Die Anlage ist Bestandteil der Naval Computer and Telecommunications Station (NCTCS), die aus etlichen Gebäuden und Anlagen entlang der Küste besteht und bis Oktober 2000 von Militärpersonal der Navy betrieben wurde. Inzwischen kümmert sich eine Cutler Entwicklungsgesellschaft um die verbliebenen Dienste und um die zivile Umnutzung und den Verkauf der Areale und Einrichtungen des wilden Küstenabschnittes.